# Alstroemeria jocunda
Alstroemeria jocunda este o specie de plante monocotiledonate din genul Alstroemeria, familia Alstroemeriaceae, descrisă de Pierfelice Ravenna. Conform Catalogue of Life specia Alstroemeria jocunda nu are subspecii cunoscute.